# Nicky Drayden
Nicky Drayden ist eine amerikanische Systemanalytikerin und Science-Fiction-Schriftstellerin. Ihr Debütroman The Prey of Gods wurde 2018 mit dem Compton Crook Award ausgezeichnet.

## Leben
Sie lebt in Austin, Texas.

## Werke
Drayden hat folgende Romane verfasst:
- The Prey of Gods Harper Voyager 2017, ISBN 978-0-06-249303-3
- Temper Harper Voyager 2018, ISBN 978-0-06-249305-7
- Escaping Exodus  Harper Voyager 2019, ISBN 978-0-06-286773-5
- Overwatch – die Heldin von Numbani S. Fischer Verlag 2020, ISBN 978-3-7335-0627-8

Zudem hat sie über 30 Kurzgeschichten verfasst, unter anderem:
- “The Simplest Equation”, Glittership, April 2017 (Nachdruck)
- “Low-Carb Cheesecake”, Fantastic-Stories-Imagination, Mai 2017 (Nachdruck)
- “Spiralize Me!”, Daily Science Fiction, Januar 2016
- “Housewarming”, Daily Science Fiction, Juni 2015
- “Earth’s Destruction: A Crowdfunding Campaign”, Daily Science Fiction, Juli 2014
- “Planning for Your Re-Retirement”, Daily Science Fiction, Juli 2014
- “Investment Strategies in a Post-Apocalyptic World”, Daily Science Fiction, Juni 2014
- “Unnatural Family Planning”, Daily Science Fiction, Juni 2014
- “An Unparalleled Real Estate Investment Opportunity”, Daily Science Fiction, Mai 2014
- “Practical College Majors in a Robot-Dominated Society”, Daily Science Fiction, Mai 2014
- “The Simplest Equation”, Space and Time Magazine, März 2014
- “Breva”, Daily Science Fiction, November 2013
- “The Atmosphere Man”, Rayguns Over Texas, Juli 2013
- “Bipedal”, Bikes in Space, Mai 2013
- “Rubies and Tangled Webs”, Daily Science Fiction, März 2013

## Auszeichnungen
- Compton Crook Award 2018 für The Prey of Gods